# Luigi Dusio
Luigi Dusio CM (* 2. Mai 1920 in Casorzo, Provinz Asti; † 2. November 1970) war ein italienischer römisch-katholischer Ordensgeistlicher und Bischof von Ihosy in Madagaskar.

## Leben
Luigi Dusio trat der Ordensgemeinschaft der Lazaristen bei und empfing am 21. Dezember 1946 das Sakrament der Priesterweihe.
Am 13. April 1967 ernannte ihn Papst Paul VI. zum ersten Bischof von Ihosy. Der Erzbischof von Tananarive, Jérôme Rakotomalala, spendete ihm am 22. Oktober desselben Jahres die Bischofsweihe; Mitkonsekratoren waren der Bischof von Farafangana, Camille-Antoine Chilouet CM, und der Bischof von Fort-Dauphin, Alphonse-Marie-Victor Fresnel CM. Sein Wahlspruch Dispensatores mysterium Dei („Verwalter der Gnade Gottes“) stammt aus 1 Petr 4,10 .